# Sandra Torres (chính trị gia)
Sandra Julieta Torres Casanova (địa phương ['sandɾa xu'ljeta 'tores kasa'noβa]; sinh ngày 5 tháng 10 năm 1955) là một chính trị gia người Guatemala, từng giữ vai trò Đệ nhất Phu nhân Guatemala từ năm 2008 đến 2011, trong thời gian Tổng thống Álvaro Colom – chồng bà khi đó – tại nhiệm. Là ứng cử viên của đảng Liên minh Hy vọng Dân tộc (Unidad Nacional de la Esperanza, UNE), bà đã ba lần ra tranh cử tổng thống vào các năm 2015, 2019 và 2023, và đều giành vị trí thứ hai trong các cuộc bầu cử này.

## Thời niên thiếu và học vấn
Sandra Julieta Torres Casanova was born on 5 October 1955, in the municipality of Melchor de Mencos, in the department of Petén. She is the daughter of Enrique Torres and Teresa Casanova. She has a degree in Communication Sciences from San Carlos University. She also has a master's degree in Public Politics from Rafael Landívar University.
Sandra Torres sinh ngày 5 tháng 10 năm 1955 tại Melchor de Mencos, một đô thị thuộc tỉnh Petén, Guatemala. Bà là con gái của ông Enrique Torres và bà Teresa Casanova. Bà tốt nghiệp ngành Khoa học Truyền thông tại Đại học San Carlos, và sau đó hoàn thành bằng thạc sĩ Chính sách công tại Đại học Rafael Landívar.

## Sự nghiệp
She has spent most of her professional lifetime promoting politics, plans, programs, projects and laws concerning social development, especially of women, children and people with special needs. Within the legal initiatives that she has promoted from inside her political party – the National Unity of Hope (UNE) – (of which her former husband was the Leader and in which she is also a director) are:
Trong suốt sự nghiệp của mình, Sandra Torres đã dành phần lớn thời gian để thúc đẩy các chính sách, chương trình và dự án liên quan đến phát triển xã hội, đặc biệt tập trung vào phụ nữ, trẻ em và người có nhu cầu đặc biệt. Dưới vai trò là thành viên chủ chốt của đảng Liên minh Hy vọng Dân tộc (UNE) – nơi bà từng là giám đốc và chồng cũ của bà là lãnh đạo – bà đã tham gia đề xuất nhiều sáng kiến lập pháp đáng chú ý, bao gồm:
1. Sáng kiến Luật chống nữ quyền sát hại (feminicide) – được thông qua vào nửa đầu năm 2008.
2. Sáng kiến Luật về trách nhiệm nuôi dưỡng con cái – được thông qua vào tháng 8 năm 2008.

Bà Torres cũng là người sáng lập tổ chức Điều phối phụ nữ quốc gia (Coordinadora Nacional de la Mujer) trực thuộc đảng UNE. Tổ chức này đã trở thành một kênh để hơn 30.000 phụ nữ Guatemala – trong đó có cả phụ nữ Garífuna và Xinca – thể hiện và thúc đẩy các yêu cầu cụ thể của họ trong lĩnh vực chính trị và xã hội. Hoạt động vì quyền lợi của phụ nữ của bà cũng được ảnh hưởng trong khu vực doanh nghiệp. Trước khi bước vào chính trường, Sandra Torres từng là doanh nhân, phụ trách quản lý sản xuất và điều hành các nhà máy may mặc trong khu vực tư nhân.
Ngoài ra, bà từng giữ chức Chủ tịch Hội đồng Gắn kết Xã hội (Consejo de Cohesión Social) – một cơ quan có nhiệm vụ định hướng các khoản đầu tư xã hội, với mục tiêu xóa bỏ đói nghèo cùng cực và giảm nghèo toàn diện tại Guatemala. Hội đồng này quản lý nhiều chương trình và dự án tập trung vào việc nâng cao chất lượng giáo dục, chăm sóc y tế, cơ sở hạ tầng, phát triển bền vững và tái thiết quốc gia – đặc biệt là các khu vực bị ảnh hưởng bởi thiên tai như bão Stan, sạt lở tại La Unión (Zacapa) và cơn bão số 16.

### Ứng cử Tổng thống
Trong nhiệm kỳ tổng thống của chồng bà – ông Álvaro Colom (2008–2012), Sandra Torres đóng vai trò chủ chốt trong nhiều chương trình xã hội, đặc biệt là việc xây dựng hệ thống phân phối hỗ trợ chính phủ cho người nghèo. Nhờ các chính sách này, bà dần giành được sự ủng hộ đáng kể từ tầng lớp dân cư có thu nhập thấp, và từ đó quyết định ra tranh cử tổng thống trong cuộc tổng tuyển cử năm 2011. Tuy nhiên, bà đã bị Tòa án Tối cao bãi bỏ tư cách ứng cử viên, với lý do vi phạm Điều 186(c) của Hiến pháp Guatemala, trong đó cấm thân nhân trực hệ của tổng thống và phó tổng thống đương nhiệm tranh cử. Dù bà đã ly hôn với Tổng thống Álvaro Colom trước cuộc bầu cử, động thái này bị xem là nỗ lực nhằm lách luật bầu cử.
Không còn bị ràng buộc bởi quy định hiến pháp, bà tiếp tục ra tranh cử trong cuộc bầu cử tổng thống năm 2015, đại diện cho đảng Liên minh Hy vọng Dân tộc (UNE) – chính là đảng của người chồng cũ từng đại diện. Trong vòng một của cuộc bầu cử ngày 6 tháng 9 năm 2015, Torres về nhì, vượt qua ứng viên Manuel Baldizón với tỷ lệ sít sao và bước vào vòng hai đối đầu với ứng viên dẫn đầu là Jimmy Morales. Tuy nhiên, bà đã thất bại trong vòng hai.
She ran again in the 2019 presidential election, and led in some polls, though she had faced a legal challenge by the Constitutional Court over potential campaign finance violations. during the last election, which she denied. Torres says she would provide "comprehensive solutions like development, fight against poverty and job opportunities" to try to convince Guatemalans to stay in the country rather than migrating to the United States. Torres pledged health and education reforms as well as jobs to stem the flow of migration to the US. In an appeal to more conservative voters, she vowed to oppose abortion and same-sex marriage. She did not attend either the first round or second round debates, despite having been invited to both. She was defeated in the second round of the 2019 presidential election by Alejandro Giammattei.
Bà tiếp tục tranh cử trong cuộc bầu cử tổng thống năm 2019, dẫn đầu trong một số cuộc khảo sát dư luận. Dù vậy, bà đối mặt với cáo buộc từ Tòa án Hiến pháp về khả năng vi phạm quy định tài chính tranh cử. Bà bác bỏ các cáo buộc này và cho biết chương trình tranh cử của mình tập trung vào các giải pháp toàn diện về phát triển, xóa đói giảm nghèo và tạo việc làm, nhằm thuyết phục người dân ở lại Guatemala thay vì di cư sang Hoa Kỳ. Torres cam kết sẽ tiến hành cải cách y tế, giáo dục và mở rộng cơ hội việc làm, đồng thời kêu gọi sự ủng hộ của cử tri bảo thủ khi tuyên bố phản đối việc phá thai và hôn nhân đồng giới. Dù được mời tham dự, bà đã không tham gia cả hai buổi tranh luận trong vòng một và vòng hai của cuộc bầu cử. Kết quả, bà thất bại trong vòng hai trước ứng viên Alejandro Giammattei.
Năm 2023, Torres tiếp tục tranh cử tổng thống. Ngày 12 tháng 7, Viện Công tố Guatemala tuyên bố đình chỉ tư cách pháp lý của đảng Semilla – đối thủ của bà – với cáo buộc sử dụng chữ ký giả trong quá trình thành lập đảng. Tuy nhiên, Tòa án Hiến pháp đã đảo ngược quyết định này, cho phép cuộc bầu cử bước vào vòng hai. Cùng tháng đó, Torres có chuyến thăm Washington, D.C.. Trong vòng một, bà dẫn đầu, cùng với liên danh tranh cử là Romeo Guerra, bước vào vòng hai. Kết quả cuối cùng, bà thua cuộc trước Bernardo Arévalo trong vòng hai.

### Bị bắt và đình chỉ vụ án
Ngày 2 tháng 9 năm 2019, Sandra Torres bị bắt giữ tại nhà riêng, với cáo buộc vi phạm quy định về tài chính tranh cử. Tuy nhiên, đến năm 2022, một thẩm phán ra quyết định đình chỉ vụ án, chấm dứt tiến trình tố tụng.